# Asplenium wudangshanense
Asplenium wudangshanense är en svartbräkenväxtart som beskrevs av Viane, Reichstein, Rasbach och Y.X. Lin. Asplenium wudangshanense ingår i släktet Asplenium och familjen Aspleniaceae. Inga underarter finns listade.